# 飯島博明
飯島博明（いいじま ひろあき、1971年3月17日 - ）は、千葉県出身のプロゴルファー。グレンオークスCC所属

## 略歴
- 16歳よりゴルフを始める。
- 1996年 7月11日、日経カップ 中村寅吉メモリアルでツアーデビュー。
- 2001年 にチャレンジ競技のランキング上位の資格でレギュラーツアーのシード権を獲得。
- 2002年 岩手県オープンゴルフトーナメント優勝。
- 2007年 The 3rd G-ONE GOLF TOURNAMENTにて沢山のシードプロが出場している中で優勝した。
- 2008年 チャレンジトーナメント最終戦「PRGR CUP FINAL」優勝。賞金ランキングで4位に滑り込み、来年度ツアートーナメント前半戦までの出場優先順位も獲得した。